# Epiblema deverrae
Epiblema deverrae es una especie de polilla del género Epiblema, familia Tortricidae.
Fue descrita científicamente por Brown in Brown & Powell en 1991.

## Distribución
Se encuentra en los Estados Unidos (California).